# Шпалнака (Алба)
Шпалнака (рум. Șpălnaca) насеље је у Румунији у округу Алба у општини Хопарта. Oпштина се налази на надморској висини од 316 m.

## Становништво
Према подацима из 2002. године у насељу је живело 263 становника, од којих су сви румунске националности.